# Zwartowo (województwo pomorskie)
Zwartowo (kaszb. Zwôrtowò) – osada kaszubska w Polsce na Pobrzeżu Kaszubskim położona w województwie pomorskim, w powiecie wejherowskim, w gminie Choczewo na zachodnim krańcu obszaru Lasów Lęborskich. Osada jest częścią składową sołectwa Zwartówko. Zwartowo leży na trasie linii kolejowej Wejherowo-Choczewo-Lębork (obecnie zawieszonej).
Niedaleko Zwartowa znajdują się opuszczone budynki i garaże. Mieszkańcy wsi w Zwartowie nazywają to miejsce PGRAMI. 

## Historia
Polscy kaznodzieje kalwińscy mieszkali we wsi od 1677 do czasu aż główny polski kaznodzieja się przeniósł do Lęborka w 1737.
W latach 1975–1998 miejscowość administracyjnie należała do województwa gdańskiego.

## Demografia
Współczesna struktura demograficzna osady Zwartowo na podstawie danych z lat 1995–2009 według roczników GUS-u, z prezentacją danych z 2002 roku:

| WYSZCZEGÓLNIENIE | WYSZCZEGÓLNIENIE | WYSZCZEGÓLNIENIE | WYSZCZEGÓLNIENIE | WYSZCZEGÓLNIENIE | J. m.       | POPULACJA MIESZKAŃCÓW (w przedziałach wiekowych w 2002 roku) | POPULACJA MIESZKAŃCÓW (w przedziałach wiekowych w 2002 roku) | POPULACJA MIESZKAŃCÓW (w przedziałach wiekowych w 2002 roku) | POPULACJA MIESZKAŃCÓW (w przedziałach wiekowych w 2002 roku) | POPULACJA MIESZKAŃCÓW (w przedziałach wiekowych w 2002 roku) | POPULACJA MIESZKAŃCÓW (w przedziałach wiekowych w 2002 roku) | POPULACJA MIESZKAŃCÓW (w przedziałach wiekowych w 2002 roku) | POPULACJA MIESZKAŃCÓW (w przedziałach wiekowych w 2002 roku) | POPULACJA MIESZKAŃCÓW (w przedziałach wiekowych w 2002 roku) | POPULACJA MIESZKAŃCÓW (w przedziałach wiekowych w 2002 roku) |
| WYSZCZEGÓLNIENIE | WYSZCZEGÓLNIENIE | WYSZCZEGÓLNIENIE | WYSZCZEGÓLNIENIE | WYSZCZEGÓLNIENIE | J. m.       | OGÓŁEM                                                       | 0-9                                                          | 10-19                                                        | 20-29                                                        | 30-39                                                        | 40-49                                                        | 50-59                                                        | 60-69                                                        | 70-79                                                        | 80 +                                                         |
| ---------------- | ---------------- | ---------------- | ---------------- | ---------------- | ----------- | ------------------------------------------------------------ | ------------------------------------------------------------ | ------------------------------------------------------------ | ------------------------------------------------------------ | ------------------------------------------------------------ | ------------------------------------------------------------ | ------------------------------------------------------------ | ------------------------------------------------------------ | ------------------------------------------------------------ | ------------------------------------------------------------ |
| I.               | OGÓŁEM           | OGÓŁEM           | OGÓŁEM           | OGÓŁEM           | os.         | 371                                                          | 58                                                           | 76                                                           | 59                                                           | 32                                                           | 68                                                           | 42                                                           | 19                                                           | 14                                                           | 3                                                            |
| I.               | —                | odsetek          | odsetek          | odsetek          | %           | 100                                                          | 15,6                                                         | 20,5                                                         | 15,9                                                         | 8,7                                                          | 18,3                                                         | 11,3                                                         | 5,1                                                          | 3,8                                                          | 0,8                                                          |
| I.               | 1.               | WEDŁUG PŁCI      | WEDŁUG PŁCI      | WEDŁUG PŁCI      | WEDŁUG PŁCI | WEDŁUG PŁCI                                                  | WEDŁUG PŁCI                                                  | WEDŁUG PŁCI                                                  | WEDŁUG PŁCI                                                  | WEDŁUG PŁCI                                                  | WEDŁUG PŁCI                                                  | WEDŁUG PŁCI                                                  | WEDŁUG PŁCI                                                  | WEDŁUG PŁCI                                                  | WEDŁUG PŁCI                                                  |
| I.               | 1.               | A.               | Mężczyzn         | Mężczyzn         | os.         | 197                                                          | 29                                                           | 44                                                           | 35                                                           | 18                                                           | 33                                                           | 23                                                           | 9                                                            | 6                                                            | —                                                            |
| I.               | 1.               | A.               | —                | odsetek          | %           | 53,1                                                         | 7,8                                                          | 11,9                                                         | 9,4                                                          | 4,9                                                          | 8,9                                                          | 6,2                                                          | 2,4                                                          | 1,6                                                          | —                                                            |
| I.               | 1.               | B.               | Kobiet           | Kobiet           | os.         | 174                                                          | 29                                                           | 32                                                           | 24                                                           | 14                                                           | 35                                                           | 19                                                           | 10                                                           | 8                                                            | 3                                                            |
| I.               | 1.               | B.               | —                | odsetek          | %           | 46,9                                                         | 7,8                                                          | 8,6                                                          | 6,5                                                          | 3,8                                                          | 9,4                                                          | 5,1                                                          | 2,7                                                          | 2,2                                                          | 0,8                                                          |

 Rysunek 1.1 Piramida populacji — struktura płci i wieku osady
| I. | OGÓŁEM | OGÓŁEM  | OGÓŁEM            | OGÓŁEM            | OGÓŁEM            | os.     | 371     | 197     | 174     |         |         |         |         |         |         |         |         |         |         |         |
| I. | —      | odsetek | odsetek           | odsetek           | odsetek           | %       | 100     | 53,1    | 46,9    |         |         |         |         |         |         |         |         |         |         |         |
| I. | 1.     | W WIEKU | W WIEKU           | W WIEKU           | W WIEKU           | W WIEKU | W WIEKU | W WIEKU | W WIEKU | W WIEKU | W WIEKU | W WIEKU | W WIEKU | W WIEKU | W WIEKU | W WIEKU | W WIEKU | W WIEKU | W WIEKU | W WIEKU |
| I. | 1.     | A.      | Przedprodukcyjnym | Przedprodukcyjnym | Przedprodukcyjnym | os.     | 114     | 61      | 53      |         |         |         |         |         |         |         |         |         |         |         |
| I. | 1.     | A.      | —                 | odsetek           | odsetek           | %       | 30,7    | 16,4    | 14,3    |         |         |         |         |         |         |         |         |         |         |         |
| I. | 1.     | B.      | Produkcyjnym      | Produkcyjnym      | Produkcyjnym      | os.     | 226     | 126     | 100     |         |         |         |         |         |         |         |         |         |         |         |
| I. | 1.     | B.      | —                 | odsetek           | odsetek           | %       | 60,9    | 34      | 26,9    |         |         |         |         |         |         |         |         |         |         |         |
| I. | 1.     | B.      | a.                | mobilnym          | mobilnym          | os.     | 142     | 80      | 62      |         |         |         |         |         |         |         |         |         |         |         |
| I. | 1.     | B.      | a.                | —                 | odsetek           | %       | 38,3    | 21,6    | 16,7    |         |         |         |         |         |         |         |         |         |         |         |
| I. | 1.     | B.      | b.                | niemobilnym       | niemobilnym       | os.     | 84      | 46      | 38      |         |         |         |         |         |         |         |         |         |         |         |
| I. | 1.     | B.      | b.                | —                 | odsetek           | %       | 22,6    | 12,4    | 10,2    |         |         |         |         |         |         |         |         |         |         |         |
| I. | 1.     | C.      | Poprodukcyjnym    | Poprodukcyjnym    | Poprodukcyjnym    | os.     | 31      | 10      | 21      |         |         |         |         |         |         |         |         |         |         |         |
| I. | 1.     | C.      | —                 | odsetek           | odsetek           | %       | 8,4     | 2,7     | 5,7     |         |         |         |         |         |         |         |         |         |         |         |

## Zabytki

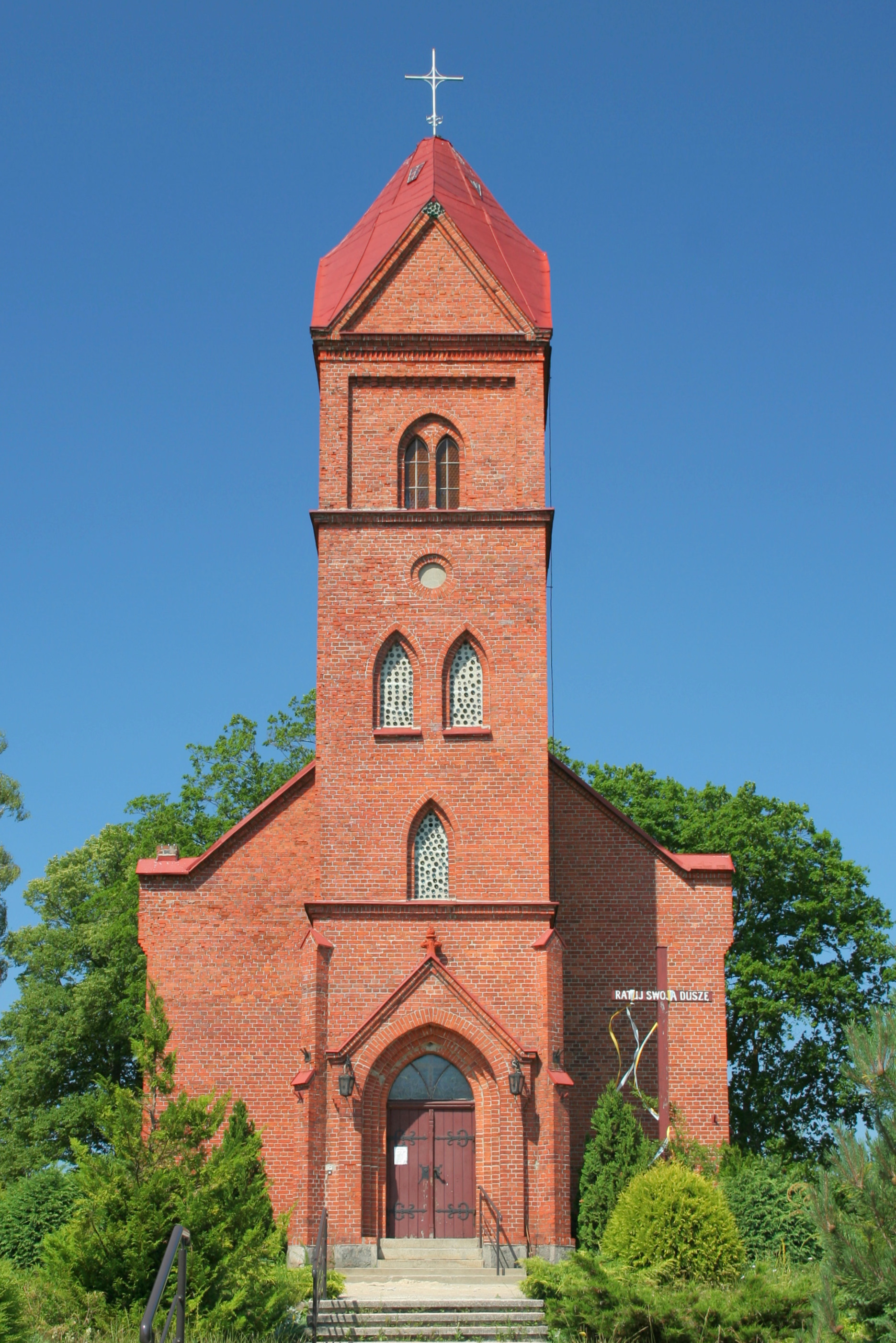
Kościół św. Józefa

- Barokowy zespół pałacowo-dworski z XVIII wieku o charakterze rezydencjonalnym, całość otoczona parkiem i ogrodem ze stawami:
  - pałac neoklasycystyczny o trzech kondygnacjach i bocznej sali balowej, powstał w 1904 podczas przebudowy i rozbudowy dawnego dworu;
  - modernistyczna oficyna o dwóch skrzydłach z podcieniami;
  - dane budynki gospodarcze i stajnie.
- kościół neogotycki z 1889 z wieżą zwieńczoną nietypowym hełmem ostrosłupowym[9]

## Literatura
1. Bielec Jan (red.), Szwałek Stanisława: Wykaz urzędowych nazw miejscowości w Polsce. Ministerstwo Administracji, Gospodarki Terenowej i Ochrony Środowiska. T. III: P - Ż. Warszawa: GUS, 1982. Brak numerów stron w książce
2. Sitek Janusz: Nazwy geograficzne Rzeczypospolitej Polskiej. Ministerstwo Gospodarki Przestrzennej i Budownictwa, Główny Geodeta Kraju, Urząd Rady Ministrów, Komisja Ustalania Nazw Miejscowości i Obiektów Fizjograficznych. Warszawa: Państwowe Przedsiębiorstwo Wydawnictw Kartograficznych im. Eugeniusza Romera, 1991. ISBN 83-7000-071-1. Brak numerów stron w książce